# Perplexity
Perplexity（パープレキシティ、パープレ）は、AIスタートアップ企業Perplexity AI, Inc.により2022年に公開されたAIチャットボット型の検索エンジンである。ウェブからの情報源を用いて回答を生成し、回答文中に根拠となる情報源を引用する機能を持つ。
無料版のPerplexityに加えて、より高度な機能が利用可能な有料版のPerplexity Proが提供されている。
2024年6月17日にはソフトバンク株式会社との提携が発表され、日本語では「パープレ」という愛称が提案された。

## 歴史

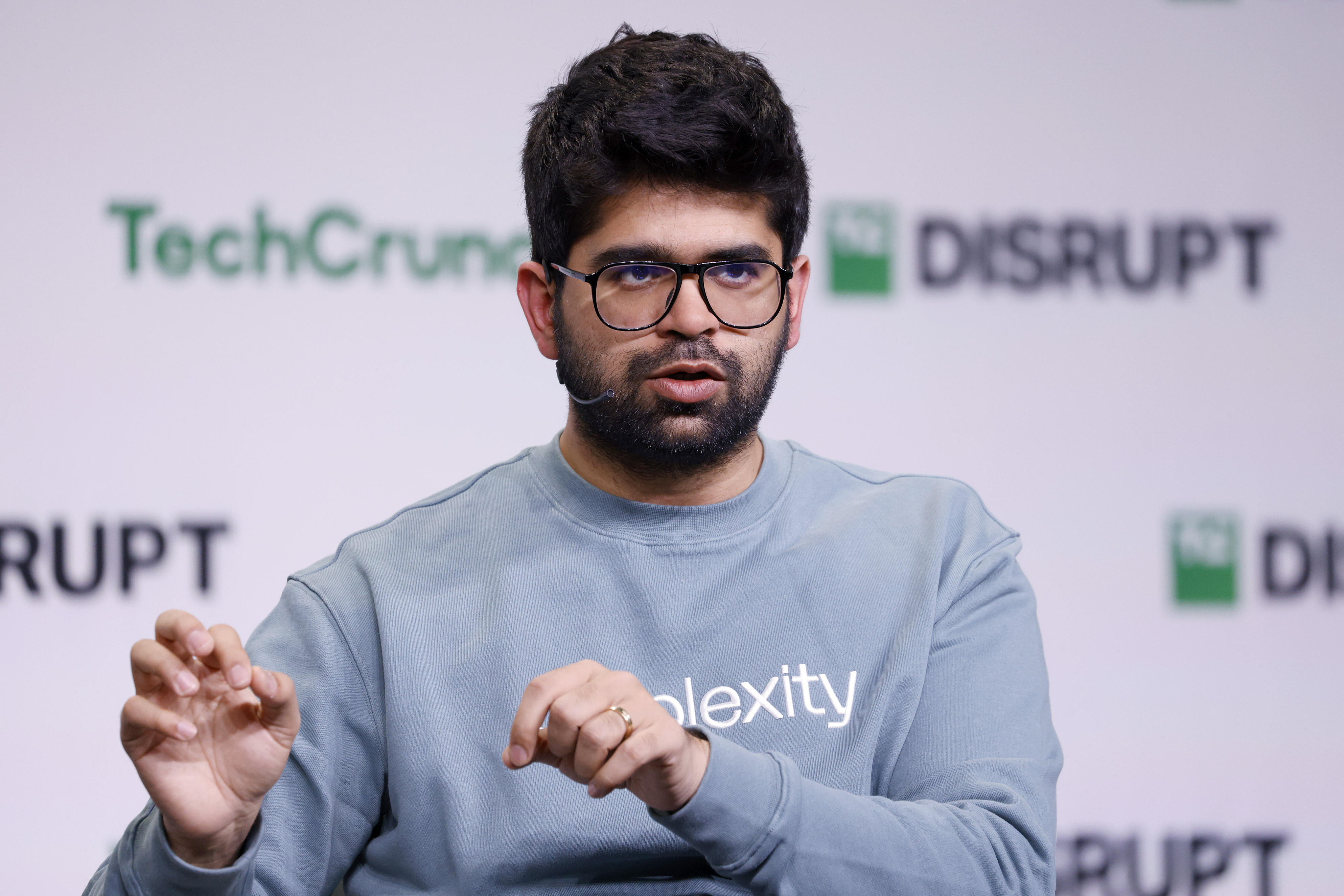
CEOのAravind Srinivasは、OpenAI出身のインド系アメリカ人である。

Perplexityは、バックエンドシステム、AI、機械学習などの経歴を持つエンジニア集団Aravind Srinivas、Denis Yarats、Johnny Ho、Andy Konwinskiらによって2022年に開発された。
Srinivas(CEO)はOpenAIのAI研究者、Yarats(CTO)はMetaのAI研究者、Ho(最高戦略責任者)はQuoraでエンジニアとウォール街でのトレーダー、Konwinskiはデータブリックスの創設チームの一人であった。
Perplexityへの出資者の中には、Amazon CEOのジェフ・ベゾス、エヌビディア、データブリックス、Bessemer Venture Partners、スーザン・ウォシッキー、ジェフ・ディーン、ヤン・ルカン、Andrej Karpathy、ナット・フリードマン、およびGarry Tanなどがいる
2024年、1億6,500万ドルの資金調達を行い、企業価値は10億ドルを超えた
2024年第１四半期、利用者数が1,500万人を達した。
2024年半ば、評価額は30億ドルに達した。

## 機能

### 無料版
無料版検索では、Perplexity AI, Inc.が検索に最適化して作成した検索特化型言語モデルが用いられており、一般的な検索を行い情報元を引用しながら回答を生成することができる。ただし、2025年3月時点では回数制限が存在する。アカウントを作成すれば、通常の検索は無制限にできるが、Pro検索、Deep Researchは毎日5回までしか利用できない。この制限を引き上げるには有料版(Pro版)を20ドル(約3000円)で契約する必要がある。

### フォーカス機能
「フォーカス」機能により、ユーザーは検索対象を学術論文等に限定した「学術」、計算データや数学的な計算に焦点を当てた「WolframAlpha」、YouTube内の動画を対象とした「YouTube」、Redditの議論に限定した「Reddit」、OpenAI o1-miniを用いた「推論」などのモードで検索対象を絞り込むことができる。

### Pro版
Pro版では、複雑な質問・長い回答に対応したPro Search機能を使うことができる。回答の生成に用いる大規模言語モデルとしてより高度な他社のモデルを使うことができ、例えばGPT-4、GPT-4o、Claude 3、Llama 3などを利用することができる。また、Perplexity AI, Inc.が独自開発しSonarと呼ばれるLlama 3ベースの言語モデルを利用することもできる。Pro版に加入することで、1日あたり最大600回、Pro Search機能を使うことができる。また、PDF、CSV、画像など様々なファイルアップロード機能が利用可能になり、APIクレジットも提供される。

#### 画像生成機能
画像生成機能はPro版限定の機能であり、現在はPlayground v3、DALL-E 3、Stable Diffusion XL、FLUX 1の4つのモデルを利用して、画像を生成することができる。なお、プロンプトを入力して画像を生成する別のサービスとは異なり、検索結果を視覚的に説明するために画像生成機能が実装されているため、検索後にのみ画像生成オプションが表示される。

#### Pages機能
2024年5月30日、Perplexityは、ユーザープロンプトに基づいてカスタマイズ可能なWeb ページを生成するPagesと呼ばれる新機能の提供を開始した。 PagesはPerplexityのAI検索モデルを利用して情報を収集し、公開して他の人と共有できる研究プレゼンテーションを作成する。

## 広告収益の再分配
2024年6月、ForbesはPerplexityがForbesのコンテンツを使用したとしてPerplexityを公に批判した。Forbesによると、Perplexityは、Forbesへの言及や目立つ引用をせずに、独自の Forbes記事の一部をそのまま流用した。これに対してCEOのSrinivas氏は、機能に問題点はあるとして受け入れたが、Perplexityは情報を盗用するのではなく集約するだけであると主張した。
2024年6月下旬、雑誌WiredとWeb開発者のRobb Knightによる個別の調査で、Perplexityはメディアの記事の盗用はしていないと主張しているにもかかわらず、ウェブクローラーによるコンテンツのスクレイピングをウェブサイト側が阻止できる「robots.txt」を尊重せず、スクレイピングが禁止されたウェブサイトにもアクセスしていることが判明した。 PerplexityはウェブクローラーのIPアドレス範囲とユーザーエージェント文字列も公表しているが、WiredとRobb Knightは、「robots.txt」を無視する場合はPerplecityが未公開のIPアドレスと偽装されたユーザーエージェント文字列を使用していると主張した。これに対し、Srinivas氏は電話インタビューで、「Perplexityはロボット排除プロトコルを無視しているわけではない…我々は自社のウェブクローラーだけではなく、サードパーティのウェブクローラーにも依存している」と述べた。Srinivas氏は、Wiredによって特定されたウェブクローラーはサードパーティプロバイダーによって所有されていたと説明した。Wiredはまた、場合によっては、Perplexity が「実際のニュース記事ではなく、抜粋やメタデータなど検索エンジンに残されたURLや痕跡に基づいてニュース記事の内容を再構成し、ニュース記事への直接アクセスに基づくと称する要約を提供している可能性がある」と述べた。Perplexityがサードパーティを使用したWiredコンテンツのスクレイピングをやめるのかと尋ねられたとき、Srinivas氏は「それは複雑だ（it's complicated）」と答えた。
PerplexityのクローラーをホストするAmazon Web Servicesには、利用者が「robots.txt」を無視することを禁止する利用規約がある。 Amazonは、同社によるAmazon Elastic Compute Cloudの使用状況に関する定期的な調査を開始した。
2024年7月、これらの指摘を受けてPerplexityは、利用者の質問に対して各メディアの記事を情報源として用いた時、Perplexityが広告収益を得た場合、そのメディアやコンテンツの作成者に広告収益を再分配するというプログラムを発表した。TIME、Der Spiegel、Fortune、Entrepreneur、The Texas Tribune、WordPressなどがこのプログラムの契約を結んでいる。